# Horní Hanychov
Horní Hanychov – XIX. dzielnica miasta ustawowego Liberec. Składa się z obszaru katastralnego Horní Hanychov i graniczy z obszarami Dolní Hanychov, Pilínkov i Karlinky. Położona u podnóża góry Ještěd, która dominuje nad całym krajem libereckim.